# Triallaat
Triallaat is de triviale naam voor S-(2,3,3-trichloorallyl)di-isopropylthiocarbamaat, een organische verbinding met als brutoformule C10H16Cl3NOS. De stof komt meestal voor als kleurloze kristallen, maar ze is een heldere, kleurloze vloeistof boven het smeltpunt van ongeveer 30°C.

## Toepassingen
Triallaat wordt gebruikt als herbicide. De Europese Commissie heeft triallaat in 2009 opgenomen in de lijst van gewasbeschermingsmiddelen die in de Europese Unie kunnen erkend worden. In België is Avadex (Gowan) erkend voor gebruik bij de teelt van gerst en bieten, tegen tweezaadlobbigen en eenjarige grasachtige onkruiden.

## Toxicologie en veiligheid
De stof ontleedt bij verhitting boven 200°C of bij verbranding met vorming van giftige en corrosieve gassen, onder andere waterstofchloride, stikstofoxiden en zwaveloxiden.